# Susan Oliver
Susan Oliver (13 de febrero de 1932 – 10 de mayo de 1990) fue una actriz estadounidense nominada a un Emmy, además de directora televisiva y aviadora.

## Primeros años y familia
Su verdadero nombre era Charlotte Gercke, y nació en la ciudad de Nueva York. Sus padres eran el periodista George Gercke y la astróloga Ruth Hale Oliver, los cuales se divorciaron siendo Oliver una niña. En junio de 1949 Oliver fue a vivir con su madre al Sur de California, donde Ruth Hale Oliver se convertiría en una conocida astróloga de Hollywood. Oliver decidió iniciar una carrera como actriz, y adoptó el nombre artístico de Susan Oliver.

## Carrera inicial: 1955-1958
En septiembre de 1949, usando su nuevo nombre, Oliver volvió a la Costa Este de los Estados Unidos para empezar estudios dramáticos en el Swarthmore College, seguidos con prácticas profesionales en la Neighborhood Playhouse de Nueva York. Tras trabajar en teatro de verano, teatro regional y en pequeños papeles sin acreditar en programas y comerciales televisivos, en 1955 tuvo su primera actuación de relevancia en TV en la serie dramática Goodyear TV Playhouse, progresando con rapidez a primeros papeles en otros shows.

## En Broadway
En 1957 hizo numerosos programas televisivos y un papel protagonista para el cine. Empezó el año trabajando en su primera obra en Broadway, Small War on Murray Hill, una comedia de Robert Emmet Sherwood. También en 1957, Oliver reemplazó a Mary Ure como primera actriz en la producción en Broadway de la pieza de John Osborne Look Back in Anger.

## Televisión y cine
Posteriormente trabajó en programas televisivos en directo como Kaiser Aluminum Hour, The United States Steel Hour y Matinee Theater. Oliver fue después a Hollywood, donde actuó en 1957 en un episodio de Climax!, así como en otros shows, incluyendo uno de los primeros capítulos de la serie de la NBC Wagon Train. Tres años más tarde actuó con Brad Johnson en un capítulo de Wagon Train titulado "The Cathy Eckhardt Story". Además hizo el papel del título en "Country Cousin", una entrega de Father Knows Best emitida en 1958. También trabajó en un episodio de la serie de detectives de John Cassavetes Johnny Staccato.En 1959 participó en la primera temporada en el capítulo 17 llamado "the Outcast", de la serie Bonanza junto con Jack Lord (quien protagonizó al detective Steve McGarrett de la serie Hawai Five-0).
En julio de 1957 Oliver fue elegida para hacer el papel principal en la película The Green-Eyed Blonde, un melodrama de bajo presupuesto estrenado por Warner Bros. Fue la única película en la que encabezó el reparto.
A finales de ese año Oliver volvió a Nueva York, actuando en la pieza de Robert Alan Aurthur "The Thundering Wave", emitida dentro del programa Playhouse 90. Su interpretación en el programa, dirigido por John Frankenheimer, recibió buenas críticas, y fue invitada en otras dos ocasiones a trabajar en Playhouse 90, en marzo de 1959 y en enero de 1960.
Al siguiente año Oliver actuó en un episodio de Kraft Television Theatre y en "The Woman Who Turned to Salt", una entrega de Suspicion, una serie de suspense producida por Alfred Hitchcock. El episodio estaba dirigido por Robert Stevens, y en el mismo trabajaban Michael Rennie y Patricia Hitchcock.

## Patate
A mediados de 1958 Oliver empezó los ensayos para coprotagonizar Patate, su segunda obra en Broadway. Solo tuvo siete representaciones, pero le valieron a Oliver un Premio Theatre World. Fue su última actuación en Broadway.

## Carrera en la Costa Oeste: 1959-1980
Oliver pasó el resto de su carrera en Hollywood, trabajando en más de 100 shows televisivos, cinco telefilmes y en 12 obras teatrales. Actuó en otros tres episodios de Wagon Train, cuatro de El virginiano, tres de Adventures in Paradise, Route 66 y Dr. Kildare, así como en "Never Wave Goodbye", un episodio en dos partes de El fugitivo En abril de 1961 trabajó en una entrega de The Naked City, "A Memory of Crying." Ese mismo año fue artista invitada en el programa de la NBC The Barbara Stanwyck Show.
En 1959 fue la cuarta del reparto de la película The Gene Krupa Story. Su siguiente película fue Butterfield 8, en 1960, con Elizabeth Taylor. 
En el período entre 1960 y 1963 Oliver hizo más de treinta actuaciones como artista invitada, así como una cuarta película, el melodrama de Warner Bros. The Caretakers (1963), con Robert Stack, Polly Bergen, Joan Crawford, Diane McBain y Van Williams. Ese mismo año actuó en la serie de Aaron Spelling "Burke's Law" y en la producción de ABC The Travels of Jaimie McPheeters, con Kurt Russell, Dan O'Herlihy y Charles Bronson.
En 1963 actúa en el episodio Never Wave Goodbye I y II,  de la serie famosa de la década de los años 60 El Fugitivo con David Janssen en el papel de Karen, sobrina de Lars (Will Kusuva), un inmigrante noruego que tenía un negocio de fabricar y arreglar velas para bote. Ella se enamora del fugitivo y lo ayuda a escapar en un bote de vela, cuando es perseguido por el teniente Garard (Barry Morse).
Además de seis programas televisivos en 1964, Oliver hizo papeles de importancia en tres largometrajes — Looking for Love , The Disorderly Orderly y Your Cheatin' Heart, en la cual interpretaba a Audrey Williams, la mujer del músico country Hank Williams, encarnado por George Hamilton. Ambos actores actuaron también en Looking for Love, film de Connie Francis.

## The Andy Griffith Show
Una de las actuaciones de Oliver en 1964 fue una infrecuente incursión en las sitcoms televisivas. Al igual que ocurrió en The Disorderly Orderly, sus pocas actuaciones en la comedia eran en papeles serios. Entre ellos se incluye un episodio de The Andy Griffith Show llamado "Prisoner of Love", en la CBS.

## Ciencia ficción
Dentro del género de la ciencia ficción, Oliver actuó en shows como Star Trek: la serie original. En un episodio de 1966 Oliver apareció como una “esclava orión” y fue cubierta con maquillaje verde por todo su cuerpo y una peluca morena oscura. Una imagen fija de ella con piel verde se ve con frecuencia en los créditos finales de la serie de televisión y desde entonces se ha convertido en una imagen icónica de Star Trek. Por lo tanto, el documental de 2014 sobre la vida de Susan Oliver se tituló The Green Girl.
Oliver además actuó en dos episodios de Los invasores, "The Ivy Curtain" (1 de marzo de 1967) y "Inquisition" (26 de marzo de 1968), y la entrega "The Night Dr. Loveless Died" de la serie The Wild Wild West. Su participación en ciencia ficción incluyó, también, la muy connotada serie de "Twilight Zone", apareciendo en el capítulo "People are alike all over", al lado del magnífico actor Roddy McDowall.

## Otros telefilmes
Oliver pasó la mayor parte de 1966 en el papel de Ann Howard en la serie de la ABC Peyton Place, y en 1967 trabajó en una de las primeras películas en retratar a la nueva contracultura, The Love-Ins, en la que actuaban Richard Todd y James MacArthur, y que fue prohibida en el Reino Unido.
Oliver fue coprotagonista de tres filmes de bajo o medio presupuesto estrenados en 1968-69. Se trata de A Man Called Gannon, un western con Anthony Franciosa; Change of Mind, dirigido por Robert Stevens, y The Monitors, con Guy Stockwell, Sherry Jackson, Larry Storch, Avery Schreiber, Keenan Wynn, Ed Begley y Peter Boyle, entre otros.
Al inicio de la siguiente década, Oliver actuó también en diversos telefilmes, en todos ellos con papeles de reparto. Uno de ellos fue Carter's Army, con guion parcialmente escrito por Aaron Spelling, y con la interpretación de Stephen Boyd y Robert Hooks.
Un año más tarde trabajó con Gene Barry, Lloyd Bridges, Diane Baker, Joseph Cotten y Sidney Blackmer en la producción de NBC Do You Take This Stranger?.

## Nominación al Emmy
Entre 1975 y 1976 fue miembro regular del reparto de la serie Days of our Lives, y recibió su única nominación al Emmy como actriz de reparto en el telefilm Amelia Earhart. En dicho título interpretaba a la amiga y consejera de Amelia Earhart, la aviadora Neta Snook. El papel resultó natural para Oliver, que era una entusiasta del vuelo y que también pilotaba.
Los últimos tres largometrajes de Oliver fueron rodados entre 1974 y 1979. Fueron Ginger in the Morning (1974), con Monte Markham y Sissy Spacek, la producción española Nido de viudas, con Patricia Neal y Lila Kedrova, y la película de Jerry Lewis Hardly Working.

## Directora
A finales de la década de 1970, cuando las oportunidades para actuar se hacían más escasas, Oliver dedicó parte de su tiempo a la dirección. En 1977 escribió y dirigió Cowboysan, un corto con actores japoneses en un ambiente western.
Oliver también dirigió varios episodios de producciones televisivas, incluyendo uno de M*A*S*H y otro de Trapper John, M.D..

## Últimos años de carrera
Oliver siguió actuando en los años ochenta, interpretando papeles secundarios en sus dos últimos telefilmes, Tomorrow's Child y International Airport, ambos para ABC. 
En su último año de actividad plena, también intervino en un episodio de Magnum, P.I., dos de Murder, She Wrote, y en uno de Simon & Simon
Finalmente, en 1988 trabajó en el programa de la NBC Our House y en la serie de horror Freddy's Nightmares. 

## Aviadora y autora
Tras sobrevivir a un accidente aéreo en 1966, Oliver fue copiloto de un Piper PA-24 Comanche que ganó en 1970 la carrera transcontinental de 2760 millas conocida como el "Powder Puff Derby", siendo además nombrada piloto del año.
En 1967 fue la cuarta mujer en cruzar el Océano Atlántico en solitario en un aparato de un único motor, y la segunda en hacerlo desde Nueva York. Intentaba volar hasta Moscú, pero su viaje finalizó en Dinamarca, pues el gobierno de la Unión Soviética le negó el permiso para entrar en su espacio aéreo. Oliver escribió sobre sus hazañas aéreas y sobre su filosofía de la vida en una autobiografía publicada en 1983 con el título de Odyssey: A Daring Transatlantic Journey.

## Fallecimiento
Fumadora pertinaz, Susan Oliver falleció a causa de un cáncer de pulmón en Woodland Hills, Los Ángeles, California, el 10 de mayo de 1990. Sus restos fueron incinerados, y sus cenizas dispersadas en el mar.
En el momento de fallecer tenía 58 años de edad, pero en el obituario de The New York Times se afirmaba que tenía 61. Posteriormente a su fallecimiento, se dieron diferentes años como el de su nacimiento, entre ellos 1936, 1937 o 1929. A partir de 2000 la mayoría de referencias biográficas aceptaron que la actriz había nacido en 1932. 